# Clematis liboensis
Clematis liboensis är en ranunkelväxtart som beskrevs av Z.R. Xu. Clematis liboensis ingår i släktet klematisar, och familjen ranunkelväxter. Inga underarter finns listade i Catalogue of Life.